# Deão (Viana do Castelo)
Deão is een plaats (freguesia) in de Portugese gemeente Viana do Castelo en telt 971 inwoners (2001).

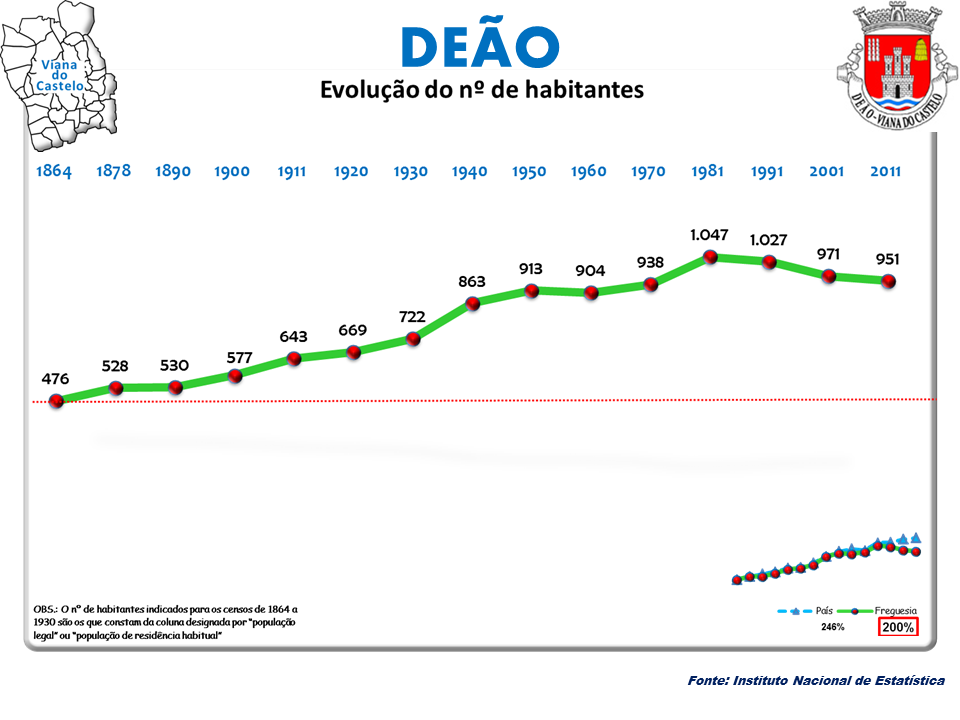
Bevolkingsontwikkeling tussen 1864 en 2011